# Nobregaea latinervis
Nobregaea latinervis är en bladmossart som beskrevs av Lars Hedenäs 1992. Nobregaea latinervis ingår i släktet Nobregaea och familjen Brachytheciaceae. Inga underarter finns listade i Catalogue of Life.